# Mortes em agosto de 2007
Mortes em 2007: ← – Janeiro – Fevereiro – Março – Abril – Maio – Junho – Julho – Agosto – Setembro – Outubro – Novembro – Dezembro – →
Esta é uma relação de pessoas notáveis que morreram durante o mês de agosto de 2007, listando nome, nacionalidade, ocupação e ano de nascimento.

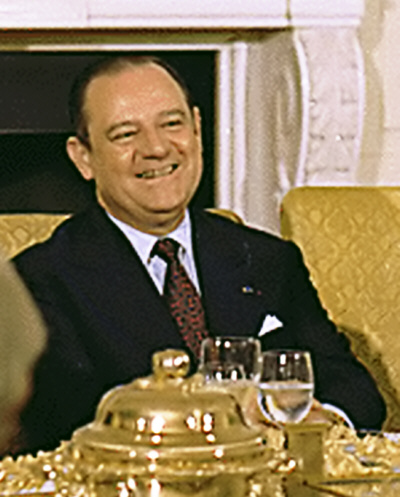
Raymond Barre, primeiro-ministro da França.

| Dia | Nome                 | Profissão ou motivo de reconhecimento | Nacionalidade  | Ano de nasc. | Ref    |
| --- | -------------------- | ------------------------------------- | -------------- | ------------ | ------ |
| 2   | Franco Dalla Valle   | Bispo                                 | Brasil         | 1945         | [ 1 ]  |
| 2   | Holden Roberto       | Líder da FNLA                         | Angola         | 1924         | [ 2 ]  |
| 4   | Lee Hazlewood        | Cantor                                | Estados Unidos | 1929         | [ 3 ]  |
| 5   | Jean-Marie Lustiger  | Religioso                             | França         | 1926         | [ 4 ]  |
| 10  | Eleu Salvador        | Dublador                              | Brasil         | 1932         | [ 5 ]  |
| 10  | Jean Rédélé          | Automobilista                         | França         | 1922         | [ 6 ]  |
| 10  | Plácido Manaia Nunes | Criador do Troféu Imprensa            | Brasil         | 1934         | [ 7 ]  |
| 11  | Franz Antel          | Cineasta                              | Áustria        | 1913         | [ 8 ]  |
| 13  | Yone Minagawa        | Supercentenária                       | Japão          | 1893         | [ 9 ]  |
| 15  | Joel Silveira        | Jornalista e escritor                 | Brasil         | 1918         | [ 10 ] |
| 18  | Gervásio Maia        | Político                              | Brasil         | 1945         | [ 11 ] |
| 21  | Haley Paige          | Atriz pornográfica                    | México         | 1981         | [ 12 ] |
| 25  | Eduardo Prado Coelho | Escritor                              | Portugal       | 1944         | [ 13 ] |
| 25  | Raymond Barre        | Primeiro-ministro                     | França         | 1924         | [ 14 ] |
| 25  | Francisco Umbral     | Escritor                              | Espanha        | 1935         | [ 15 ] |
| 25  | Ray Jones            | Futebolista                           | Inglaterra     | 1988         | [ 16 ] |
| 26  | Alberto de Lacerda   | Escritor                              | Portugal       | 1928         | [ 17 ] |
| 28  | Antonio Puerta       | Futebolista                           | Espanha        | 1984         | [ 18 ] |
| 28  | Chaswe Nsofwa        | Futebolista                           | Zâmbia         | 1978         | [ 19 ] |
| 29  | Cayon Gadia          | Radialista                            | Brasil         | 1945         | [ 20 ] |